# Jean-Louis Chambon
Pour les articles homonymes, voir Chambon.
Jean-Louis Chambon, né le 16 octobre 1948 à Saint-Amant-Tallende dans le Puy-de-Dôme, est un auteur français spécialisé dans l'économie.

## Biographie
Diplômé de l’Institut Supérieur Bancaire (ITB) et de l’Institut de Haute Finance (IHFI), créé par Georges Pompidou en 1972, il a réalisé l’essentiel de sa carrière professionnelle dans la banque où il a occupé des fonctions de direction (dans le groupe Lazard-Sovac) puis à partir de 1980 dans le groupe Crédit agricole, à la Direction Générale de 1986 à 1989, en tant que responsable des relations extérieures (CEDICAM) puis en régions, en Bourbonnais, puis en Auvergne (CACF).
Il exerçait parallèlement des fonctions de représentation en tant que vice-président du syndicat national des cadres de direction du Crédit agricole (SNCD). Il est administrateur de différentes organisations nationales dans le domaine de la retraite et de la prévoyance.
Etudes : ancien élève  de l institut  des hautes études  de la protection sociale  IHEPS

### Activités connexes
Président en exercice de la Fédération Nationale des Cadres Dirigeants – FNCD – Centre de Réflexion et de représentation  des dirigeants salariés qui fédère les principaux réseaux de dirigeants français. Président du Prix Turgot du meilleur livre d’économie financière. Président de l’Association des élèves et anciens élèves de l’Institut de haute finance. Président d’honneur et fondateur du Cercle Turgot : un think tank sur les sujets économiques, financiers, et de société.
Auteur et chroniqueur économique, il est journaliste à Canal Académie, la radio internet de l’Institut de France où il anime plusieurs rubriques de littérature économique (Eclairages, au fil des pages, etc.). Autres chroniques sur Revue Banque, Échanges, Revue des Sciences de Gestion, Finyear, La Tribune, etc.

## Ouvrage et chroniques
- Repenser la planète finance, regards croisés sur la crise financière, avril 2009 – Cercle Turgot, ouvrage collectif dirigé par Jean-Louis Chambon.
- Auteur et coauteur de près du dizaine d’ouvrages (description complète sur le site de Cercle Turgot
- Rigueur ou relance ? Le dilemme de Buridan, ou la politique économique face à la dette
- Grandeur et misère de la finance moderne - Regards croisés de 45 économistes
- Désordre dans les monnaies - L’impossible stabilité du système monétaire international ?
- Chinamerique - Un couple contre nature ?